# Un maledetto imbroglio
Un maledetto imbroglio è un film del 1959 diretto e interpretato da Pietro Germi. La trama è una rielaborazione del romanzo Quer pasticciaccio brutto de via Merulana di Carlo Emilio Gadda.

## Trama

Il commissario Ingravallo esce dal palazzo di Piazza Farnese teatro del delitto.

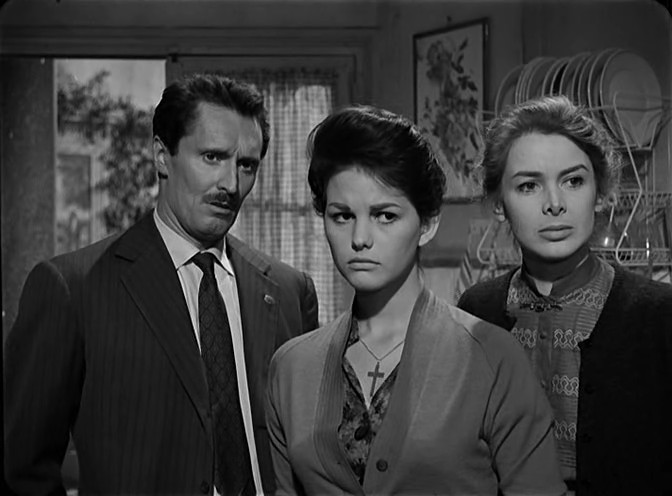
Il commissario (Pietro Germi), la servetta (Claudia Cardinale) e la vittima (Eleonora Rossi Drago).

In un antico palazzo di Piazza Farnese a Roma avviene un furto nella casa del collezionista d'arte commendatore Anzaloni, su cui indaga il commissario Ingravallo, dedito con tutte le energie al proprio lavoro a costo di trascurare la vita privata. Viene sospettato Diomede, fidanzato di Assuntina,  domestica della vicina di casa dell'Anzaloni Liliana Banducci; il giovane però si scagiona mostrando un valido alibi.
Una settimana dopo la Banducci è assassinata nel proprio appartamento. Ingravallo viene incaricato di indagare anche su questo caso, che sospetta collegato con l'episodio precedente e dove appare ambiguo il comportamento del marito della vittima Remo Banducci, escluso dall'eredità, e quello del cugino falso medico Massimo Valdarena, che ha scoperto il delitto. I gioielli rubati all'Anzaloni vengono recuperati, ma i responsabili del furto risultano estranei all'omicidio, mentre la confessione del Banducci a proposito di una relazione con la ex cameriera di casa minorenne Virginia porta solo alla scoperta di una sordida storia di ricatti, non collegata col delitto.
Quando il caso sta ormai per essere archiviato, Ingravallo scopre casualmente che la chiave che Assuntina gli ha dato per entrare nella casa della vittima è una copia recente, fatta per Diomede, al quale però era stata data per errore l'originale. Il giovane confessa di essere stato sorpreso dalla Banducci durante un tentativo di furto e, riconosciuto da questa, di averla uccisa preso dal panico. Il commissario fa arrestare l'assassino, ma salva Assuntina dall'accusa di complicità, impietosito dalla giovane in attesa di un figlio.

## Ambientazione e commento musicale
Il film inizia con l'inquadratura della fontana di Piazza Farnese con in sottofondo la canzone Sinnò me moro, scritta dallo stesso Germi con la collaborazione del maestro Carlo Rustichelli, e cantata dalla figlia sedicenne di lui, in arte Alida Chelli. In questo modo lo spettatore viene introdotto subito nell'ambiente popolare romano e capisce di stare per assistere ad un dramma sentimentale di sangue e passione. La successiva scena ha come nucleo focale il condominio dove un caos di voci ripropone grottescamente il "pasticciaccio", l'imbroglio del romanzo.

## Critica

### La polemica con Gadda
Da un'intervista allo sceneggiatore Alfredo Giannetti risulta lo scontro stilistico e caratteriale tra Germi e Gadda: 
«Le devo dire la verità, che non si è mai detta. "Un maledetto imbroglio" non è nato né da Germi né da me, è nato da Peppino Amato, il produttore, che - siccome questo libro di Gadda, il "Pasticciaccio" aveva avuto, insolitamente in Italia, un successo editoriale importante (poche migliaia di copie, ma in Italia era già tanto) - propose a Germi di trarne un film. (Aveva questo pregio, Peppino Amato: era un uomo ignorante, ma con un senso pratico sbalorditivo, un istinto...) Germi ne lesse metà e poi gli disse: «Senti, ma chi è l'assassino? Io non sono riuscito a capire, sono arrivato a metà. Pieno di parole complicate…» Non l'ha mai letto. Ma la cosa abbastanza curiosa è che per il Pasticciaccio noi abbiamo avuto due Nastri d'Argento, di cui uno per il soggetto originale. Cosa incredibile, ma giusta. E ricordo che Gadda (un uomo timidissimo e simpaticissimo, straordinario) aveva una gran soggezione di Germi, e Germi aveva una gran soggezione di lui. Per cui, mi ricordo, Gadda veniva, vedeva delle scene, e a un certo punto diceva: «Senta Giannetti, che nome avete dato a quel personaggio?» Adesso non mi ricordo che nome era. E lui: «Ah, non si potrebbe cambiare, non so, in Carpedoni?» Lui aveva questa cosa di fare sempre delle associazioni con gli animali. «Perché sembra una carpa. Carpedoni…» E io: «Sì, sì, dopo glielo dico a Germi. Sì, sì, in doppiaggio si può cambiare». Dopo andavo da Germi, alla sera: «Lo sai che ha detto Gadda?» «Cosa ha detto?» «Se potevamo cambiare il nome del personaggio in Carpedoni». «Perché?» «Perché dice che assomiglia a una carpa». «Andassero a fare in culo questi intellettuali cretini!» Germi quando lo vedeva scappava: «Ecco, eccolo là, mandalo via, mandalo via». «Come, lo mando via! È una persona rispettabile, un'autorità, un filologo». Era una persona così garbata, un uomo delizioso.»
Gadda non era certo un autore congeniale alla personalità di Germi che sosteneva inoltre l'originalità dell'opera filmica rispetto a quella letteraria:
Secondo il critico Ignazio Licata sarebbe stato molto difficile per il regista riprodurre il nuovo linguaggio di Gadda nel film: egli infatti sostenne di essersi limitato a confezionare un buon racconto giallo, proprio quello che nel romanzo, che vuol essere piuttosto il manifesto di un nuovo stile letterario, un po' si perdeva tra le considerazioni intellettuali dell'autore, che certo Germi non aveva molto apprezzato. Ma in effetti Germi ha assorbito gli elementi essenziali dell'opera di Gadda e, quasi inconsapevolmente li ripropone, inaugurando quel filone del cinema italiano che negli anni sessanta e settanta porterà sullo schermo numerosi romanzi gialli all'italiana dello stesso Gadda, Giorgio Scerbanenco, Sergio Donati, Leonardo Sciascia.

Pietro Germi con Carlo Emilio Gadda

Là dove ad esempio Gadda mostra tutto il suo disprezzo per il fascismo, Germi, che ambienta il film in un'epoca successiva, lo ripropone quando fa scoprire in un armadio una grande foto di Banducci, un personaggio estremamente negativo, in divisa fascista. Si potrebbe dire che Germi è complementare a Gadda, che infatti apprezzò il film anche per la comune passione per la letteratura gialla che condivideva con il regista. Germi in effetti non ha tradito il romanzo, ma lo ha rielaborato alla luce del suo sanguigno modo di leggerlo. Ne deriva un tipico, tradizionale poliziesco italiano, dove il classico investigatore, a metà tra il cinico e il romantico si muove in una Roma della fine degli anni cinquanta, resa più luminosa dal bianco e nero ricco di contrasto. Ancora una volta si ripropone nel personaggio di Ingravallo la filosofia di Germi, disgustato da certa umanità perbenista borghese, come quella rappresentata dall'ambiguo e viscido Valdarena, il bel cugino certamente innocente dell'omicidio, ma per il commissario colpevole per la sua ipocrita immoralità. Ben diverso l'atteggiamento del regista nei confronti della Roma proletaria e "burina" di Assuntina e Diomede, anch'essi colpevoli per la loro rozza avidità, ma giustificati dallo loro stessa ignoranza. Nel film riappare per certi versi anche il senso del grottesco, che caratterizzerà altre successive opere di Germi ad ambientazione siciliana, qui rappresentato dai vari poliziotti, tra cui si distingue la macchietta del maresciallo siciliano Saro (Saro Urzì), e dell'allievo carabiniere settentrionale che il commissario non riesce a capire per il suo dialetto. Sembra addirittura riproporsi la complessità linguistica di Gadda nella scena, da commedia all'italiana, della telefonata durante la quale poliziotti e carabinieri tentano invano di farsi capire, ripetendo le stesse parole nella propria lingua, da un lontano centralino.
L'impegno morale di Germi si accosta allo scetticismo di Gadda. Avere sciolto il maledetto imbroglio non significherà per ambedue la vittoria della giustizia poiché anche chi è colpevole per la legge è a sua volta vittima del male del mondo.

## Incassi
Incasso accertato nelle sale sino a tutto il 31 maggio 1964 389.192.203 lire dell'epoca.

## Riconoscimenti
- 1960 - Nastro d'argento
  - Migliore sceneggiatura
  - Migliore attore non protagonista (Claudio Gora)
- 1960 - Globo d'oro
  - Miglior film